# Барановський Михайло Миколайович
Михайло Миколайович Барановський (18 вересня 1955, Барвінки, УРСР) — український вчений, доктор сільськогосподарських наук, кандидат біологічних наук, професор, завідувач кафедри біотехнології Національного авіаційного університету.    Сфера наукових інтересів: проблеми загальної екології, техноекології, біотехнології, біологічного контролю, біобезпеки, біозахисту, економіки природокористування,  агроценотичні основи захисту посівів кормових культур від трипсів в умовах Центрального Лісостепу України, дидактика та методика викладання дисциплін біотехнологічного напрямку.

## Біографія
Народився 18 вересня 1955 року в селі Барвінки Малинського району Житомирської області у родині робітників.
1973 року закінчив Чоповицьку середню школу в смт. Чоповичі Малинського району  Житомирської області. Після закінчення школи працював на різних роботах у місцевому сільськогосподарському підприємстві, служив протягом 2-х років у підрозділах морської авіації.
1975—1981 рр. навчався на агрономічному факультеті Білоцерківського державного сільськогосподарського інституту, який закінчив з дипломом з відзнакою, отримавши кваліфікацію вченого агронома. Під час навчання брав активну участь у студентських наукових гуртках та студентських наукових конференціях. Наукова студентська робота з рослинництва зайняла 1-ше місце у Всесоюзному конкурсі наукових студентських робіт.
Після закінчення інституту протягом трьох років працював старшим агрономом-насіннєводом, керуючим відділення сільськогосподарського підприємства.
1983—1988 рр. — голова правління місцевого господарства.
1988—2009 рр. — працював у Білоцерківському державному сільськогосподарського інституті (з 2007 р. — Білоцерківський національний аграрний університет).
1992 р. — захистив кандидатську дисертацію на здобуття наукового ступеня кандидата біологічних наук за спеціальністю 06.01.11 — захист рослин.
2004 р. — захистив докторську дисертацію на здобуття наукового ступеня доктора сільськогосподарських наук за спеціальністю 03.00.16 — екологія.
2005 р. — присвоєно звання професора кафедри екотрофології.
1996—2005 рр. працював на посаді проректора по зовнішніх зв'язках Білоцерківського державного аграрного університету.
2005—2008 рр. працював ректором Білоцерківського державного аграрного університету.
2009—2019 рр. — професор кафедри біотехнології Національного авіаційного університету [Архівовано 20 серпня 2008 у Wayback Machine.]. Працюючи на кафедрі біотехнології, забезпечує навчання студентів ОКР — магістр та спеціаліст за спеціальностями екологія, екобіотехнологія, біотехнологія. Викладає дисципліни «Експрес-аналіз у біотехнології та екології», «Біотехнологія переробки побутових відходів», «Технологія біокумуляції» та ін. англійською мовою; керує дипломними роботами магістрів.
З 2019 року — завідувач кафедри біотехнології [Архівовано 24 червня 2020 у Wayback Machine.] Національного авіаційного університету. [Архівовано 20 серпня 2008 у Wayback Machine.]
Дружина — Барановська Лілія Володимирівна, 1957 р.н.; доктор педагогічних наук, професор кафедри педагогіки та психології професійної освіти Національного авіаційного університету.
Сини: Барановський Ігор Михайлович, 1980 р.н., фермер; Барановський Вадим Михайлович, 1987 р.н., архітектор.

## Наукові досягнення
Сфера наукових інтересів: проблеми загальної екології, техноекології, біотехнології, біологічного контролю, біобезпеки, біозахисту, економіки природокористування, агроценотичні основи захисту посівів кормових культур від трипсів в умовах Центрального Лісостепу України, дидактика та методика викладання дисциплін біотехнологічного напрямку.
Опубліковано понад 150 наукових праць. Є автором монографії "Трипси лісостепу України", співавтором монографії «Харчування людини», співавтором навчального підручника «Біологічний захист рослин», навчального посібника «Екотрофологія»та ін.
Брав активну участь у міжнародних проектах за програмами Європейського Союзу ТЕМПУС –ТАСІС, АПОЛЛО, за програмами Британської ради, був координатором цих проектів від України.
Виконував обов'язки консультанта Уряду Нідерландів з проблем сталого розвитку сільського господарства в Україні.
Був керівником українсько-британського проекту з проблем використання пестицидів у сільському господарстві України.
Забезпечував стажування за даними проектами викладачів університету. 
Організовував процес проходження практики студентів за міжнародними програмами ХОПС, КОНКОРДІЯ, DAAD, Erasmus Mundus, Work&Travel та ін.
Міжнародну діяльність пов'язував із науковою, налагоджуючи тісні зв'язки з ученими-екологами та біотехнологами, які працювали в наукових установах та ЗВО Франції, Великої Британії, Німеччини, Іспанії, Туреччини, Нідерландів. 
Стажувався з проблем дорадництва в Університетах штатів Колорадо, Вісконсин, Мінессота США; з екологічних проблем — в наукових установах Аргентини, Франції, Німеччини; із захисту рослин — в Інституті Зенкенберг (Німеччина).

## Нагороди
2008 р. — нагороджений орденом Міністерства сільського господарства та рибництва Франції «За заслуги в галузі сільського господарства».
Нагороджений МОН України нагрудним знаком «Відмінник освіти України»